# Pam Bouvier
Pam Bouvier é uma personagem do filme 007 - Permissão Para Matar (Licence to Kill), o primeiro da série não-baseado numa obra de Ian Fleming e o segundo e último com o ator Timothy Dalton no papel de James Bond. É interpretada pela atriz norte-americana Carey Lowell.

## Características
Pam é uma ex-piloto do exército norte-americano que trabalha como piloto free-lancer e informante ocasional da CIA, usando como fachada a função de mensageira do barão das drogas Franz Sanchez. No filme ela tem várias oportunidades de mostrar sua destreza com armas e como piloto, o que a faz ficar insatisfeita com a posição de secretária, Miss Kennedy, de James Bond, em que ela é colocada pela CIA quando o espião britânico chega à Ishtmus City, o império do traficante, para vingar seu amigo Felix Leiter e a esposa dele, Della. Suas habilidades acabam sendo bastante úteis a Bond, ajudando a salvar-lhe a vida no embate final do espião com Sanchez.
Pam Bouvier é a primeira personagem relacionada amorosamente com 007 que se mostra independente, destemida, perita em pilotagem, explosivos e armas, e é um marco no perfil das bond girls, que a partir deste filme sofrerão uma transformação como companheiras de luta de Bond nos filmes posteriores.

## No filme
Depois de um encontro casual e rápido no escritório de Felix Leiter no dia do casamento dele, Bond encontra Pam num bar em Bimini, depois de sua chegada em sua procura, ao descobrir no computador de seu amigo Leiter que Bouvier é a única informante  das operações de Sanchez ainda viva, e são flagrados por Dario, um dos principais capangas do cartel de drogas, que tinha vindo matar Bouvier ao descobrir seu papel como informante. Depois de uma luta, os dois fogem e mais tarde, num cassino, descobrem mais sobre Sanchez através de Lupe Lamora, a amante cativa do traficante.
Neste interim, "Q" chega a ilha secretamente para ajudar Bond, que perdeu sua licença 00 por ordem de "M", depois de se recusar a deixar a investigação do caso de Leiter com a CIA e pedir demissão do MI-6. Bouvier e Q são dispensados por Bond que prefere trabalhar sozinho, mas ignoram o agente e seguem seus movimentos até a fábrica de processamento e distribuição de cocaína do traficante, no interior de Isthmus City.
Quando as verdadeiras intenções de Bond são descobertas por Sanchez e seus homens, Dario tenta matá-lo na fábrica, mas é leva um tiro de Bouvier, que salva o espião britânico. Mais tarde, no duelo final entre 007 e o supertraficante, em volta de um caminhão-tanque, Bouvier, mais uma vez, pilotando um avião, ajuda a salvar a vida de Bond, que acaba matando Sanchez numa explosão.
Nas cenas finais do filme, numa festa na ex-casa do traficante morto, que foi confiscada, Pam demonstra seu ciúme de Bond quando o vê abraçado e beijando Lupe Lamora e corre para a piscina vazia aos prantos. Ele então pula da sacada da casa na piscina, vestido com seu smoking, puxa Bouvier para dentro dela, e o filme termina com os dois aos beijos dentro d'água.